# Home de Tabon

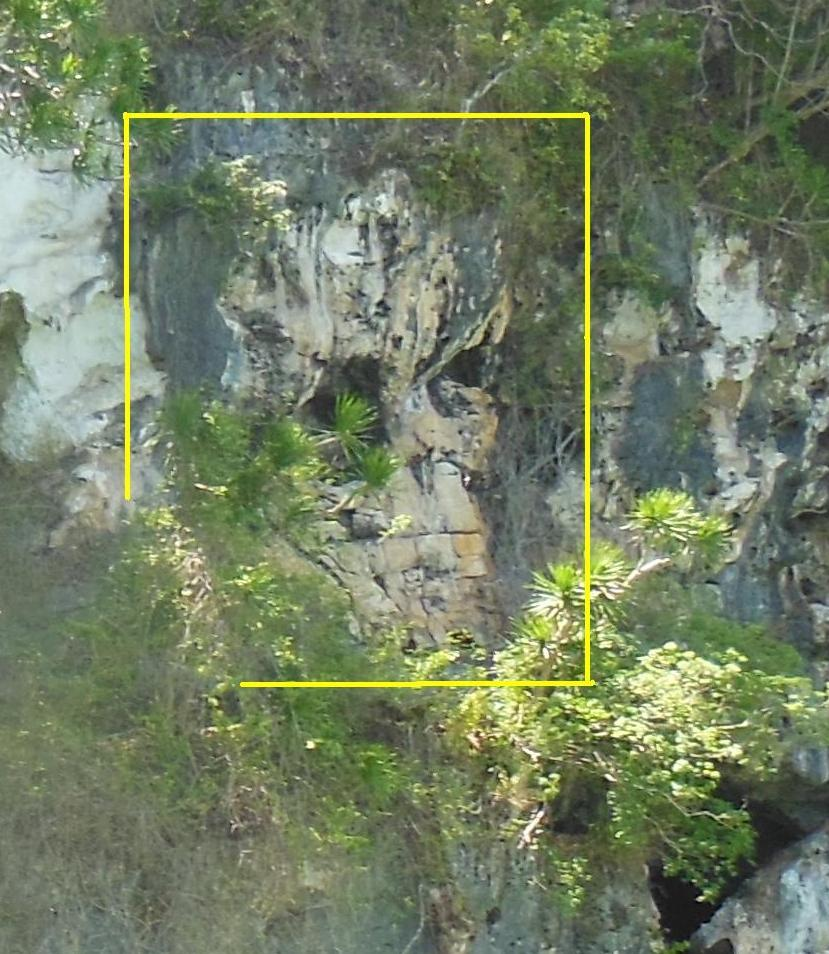
Les coves de Tabon, lloc on es van trobar les restes humanes de l'Home de Tabon

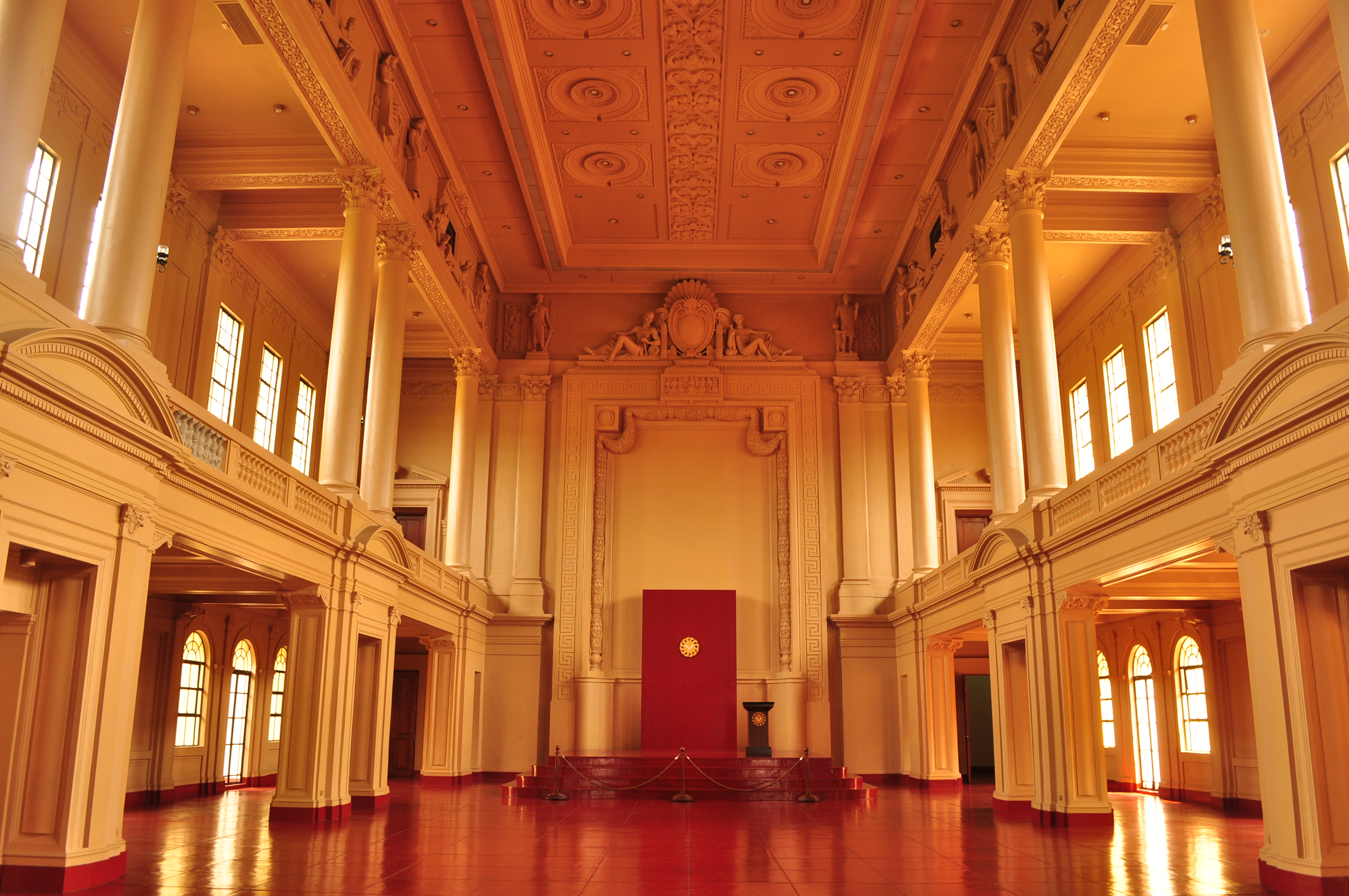
Hall del Museu Nacional de les Filipines, on actualment està exposat l'Home de Tabon

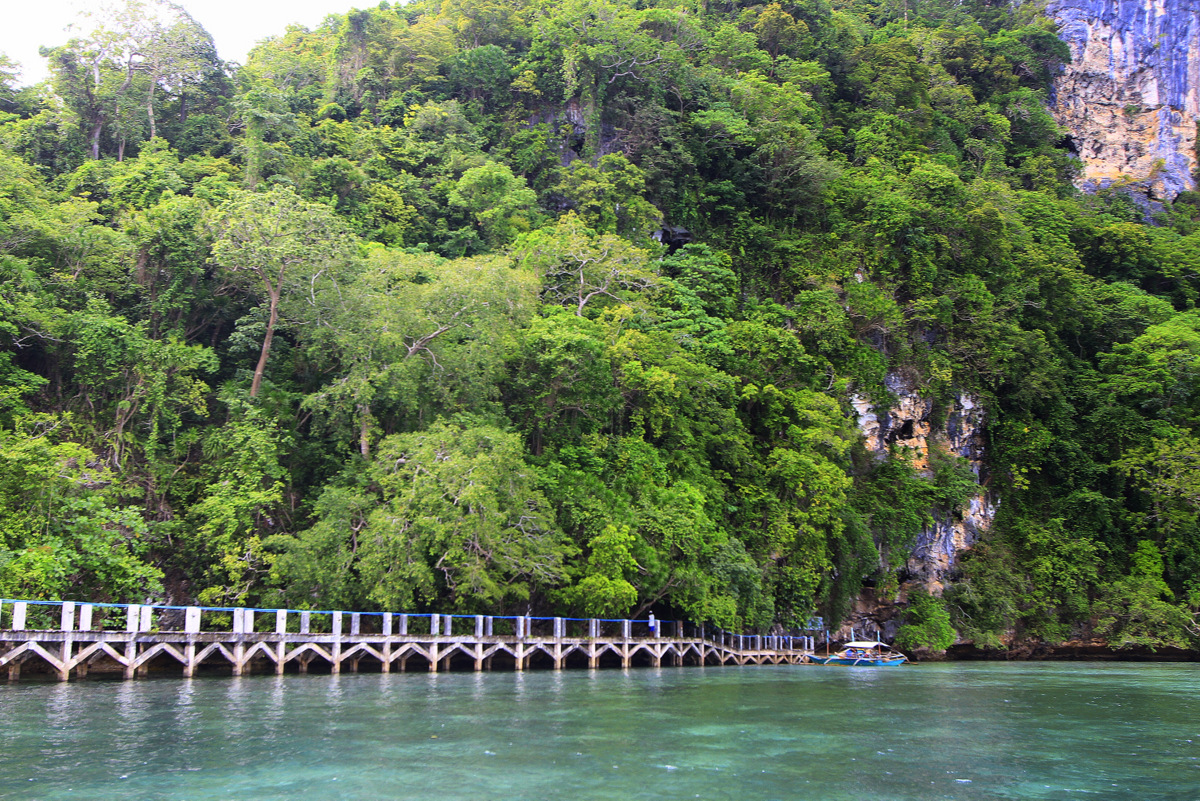
Les coves de Tabon, en 2014

El descobriment de l'Home de Tabon es va produir en les coves homònimes de Quezón, província de Palawan, a les Filipines, que va provocar tornar a avaluar totalment la història del país. L'home de Tabon data de l'època prehistòrica i, amb una antiguitat de 22 000 anys, són les restes humanes més antigues trobades a les Filipines fins al moment.
L'origen dels habitants de les coves de Tabon no ha estat clarament identificat, però es creu que van arribar des de Borneo a través d'un pont terrestre, enfonsat en l'actualitat.
Les coves de Tabon són un conjunt arqueològic de 215 coves, de les quals únicament 29 estan explorades en l'actualitat. Actualment, les coves on va habitar l'home de Tabon es troben a poca distància de la costa però en la seva època, les coves es trobaven terra endins. En l'actualitat es creu que aquest augment del nivell del mar va provocar que les coves s'acabessin abandonant. A més, també es van trobar restes d'eines i elements associats als ossos, com a ossades de diversos animals.
L'home de Tabon està exposat en el Museu Nacional de les Filipines, en la localitat de Manila, i és considerada com una visita d'interès general al país.